# Bibliothèque de Lauttasaari
La bibliothèque de Lauttasaari (finnois : Lauttasaaren kirjasto) est une bibliothèque du quartier de Lauttasaari à Helsinki en Finlande,,.

## Présentation
La bibliothèque de Lauttasaari est fondée en 1932 et déplacée à plusieurs reprises jusqu'à son site actuel, pour la dernière fois en 1986. 
D'une superficie de près de 800 m2, elle met à disposition des habitants des milliers de livres, d'enregistrements audio, video ou de documents multimédia.
La bibliothèque municipale de Lauttasaari est un des établissements de la bibliothèque municipale d'Helsinki. 

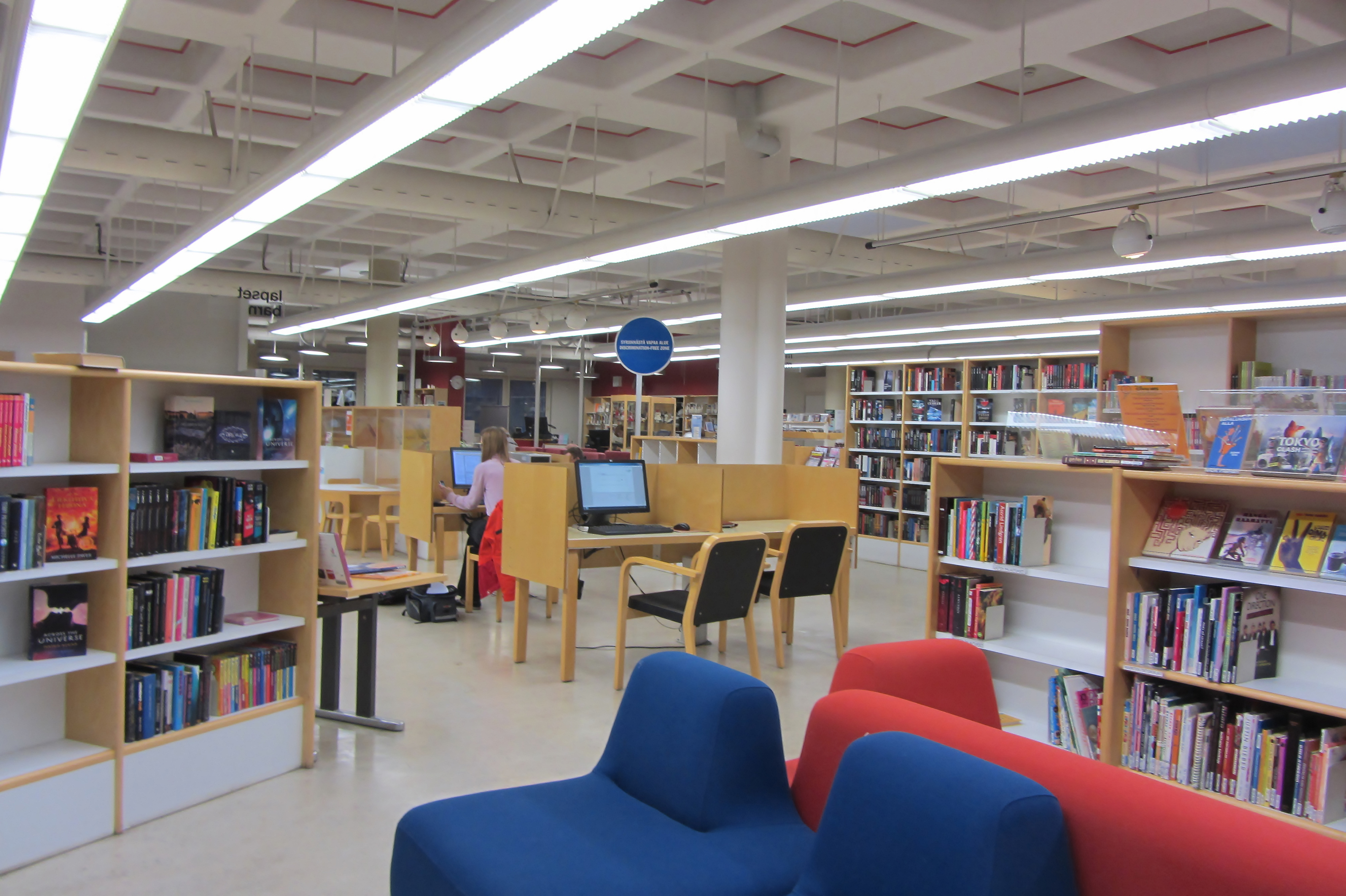
La bibliothèque de Lauttasaari.

## Groupement Helmet de bibliothèques
La bibliothèque municipale de Lauttasaari fait partie du groupement Helmet, qui est un groupement de bibliothèques municipales d'Espoo, d'Helsinki, de Kauniainen et de Vantaa ayant une liste de collections commune et des règles d'utilisation communes.